# 7-й проезд Марьиной Рощи
7-й прое́зд Ма́рьиной Ро́щи — улица на севере Москвы в районе Марьина Роща Северо-Восточного административного округа к северу от улицы Сущёвский Вал.

## Расположение
Состоит из двух не связанных между собой участков, идёт параллельно линии Рижского направления МЖД (МЦД-2) и Алексеевской соединительной линии (будущая МЦД-4) на севере и 5-му проезду Марьиной Рощи на юге. Западный фрагмент длиной около 250 метров расположен между Первым Стрелецким проездом и Октябрьской улицей, восточный длиной около 350 метров — между Шереметьевской улицей и 3-й улицей Марьиной Рощи.

## Название
Получил название в 1880-х годах во время застройки этой местности по располагавшейся здесь до этого Марьиной роще и находившейся поблизости деревне Марьино. До 1929 года назывался Левым и Правым 7-ми проездами Марьиной Рощи до железной дороги.